# Jacek Saryusz-Wolski

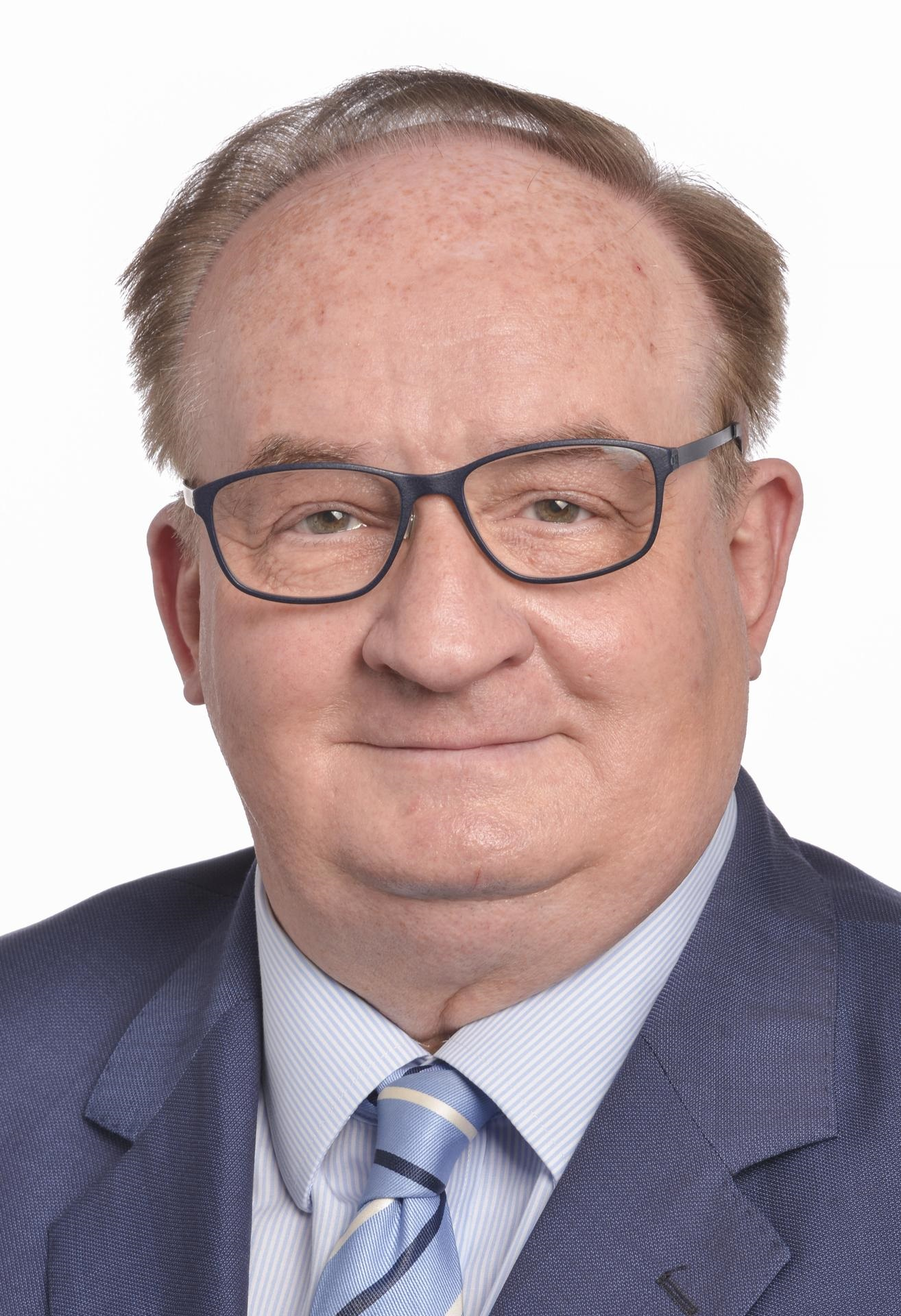
Jacek Saryusz-Wolski (2019)

Jacek Emil Saryusz-Wolski (* 19. September 1948 in Łódź) ist ein polnischer Politiker (PO, PiS). Von 2004 bis 2024 war er Mitglied des Europäischen Parlaments.

## Leben und Beruf
Saryusz-Wolski studierte Wirtschaft an der Universität Łódź (Abschluss 1971). Es folgte ein Postgraduiertenstudium an der Universität Nancy (1972/1973). Schon in den 1970er Jahren beschäftigte er sich dort dann mit Fragen der Europäischen Gemeinschaft. 1980 Jahr schloss er in Lodz seine Promotion ab. In den 1980er Jahren lehrte er dort als Assistent und Assistenzprofessor, immer wieder unterbrochen von Auslandsaufenthalten. Nach dem Systemwechsel 1989 wurde er zum Direktor des Instituts für Europastudien der Universität Lodz (Ośrodek Badań Europejskich Uniwersytetu Łódzkiego) ernannt. 1991 wurde er erster Bevollmächtigter für europäische Integration und ausländische Hilfe in der Regierung von Jan Krzysztof Bielecki. Trotz zahlreicher Regierungswechsel blieb er bis 1996 in diesem Amt. Von 1996 bis 1999 war er Vizerektor des Europakollegs in Brügge und Natolin. Anschließend kehrte er wieder als Hauptberater für Europa-Angelegenheiten in die Regierung von Jerzy Buzek zurück (bis 2001) und war in dieser Funktion wichtigster polnischer Unterhändler beim Gipfel in Nizza im Jahre 2000.
Er ist verheiratet und hat zwei Kinder.

## Politik
Seit 1980 engagierte Saryusz-Wolski, der im selben Jahr der Polnischen Vereinigten Arbeiterpartei (PZPR) beigetreten war, sich auf Seiten der oppositionellen Gewerkschaft Solidarność. Nach Verhängung des Kriegsrechts verließ er die PZPR wieder.
2001 kandidierte Saryusz-Wolski für das Wahlbündnis Blok Senat 2001 zum Senat der Republik Polen, wurde aber nicht gewählt. 2003 wurde er internationaler Sekretär der Platforma Obywatelska (PO). Im Juni 2004 wurde er im Wahlkreis Łódź in das Europäische Parlament und dort einen Monat später zum Vizepräsidenten gewählt. 2006 wurde er stellvertretender Parteivorsitzender der PO (bis 2010). Von 2007 bis 2009 war er Vorsitzender des Ausschusses für auswärtige Angelegenheiten des Europaparlaments. Bei den Europawahlen 2009 sowie 2014 wurde er erneut ins Europäische Parlament gewählt. Er gehört zu den 89 Personen aus der Europäischen Union, gegen die Russland im Mai 2015 ein Einreiseverbot verhängt hat.
Am 4. März 2017 nominierte das polnische Außenministerium unter dem Kabinett Szydło Saryusz-Wolski zum Kandidaten für das Amt des Präsidenten des Europäischen Rates, um eine Wiederwahl von Donald Tusk zu verhindern. Die Bürgerplattform hob als Konsequenz seine Parteimitgliedschaft auf. Saryusz-Wolski trat aus der EVP-Fraktion aus. Im März 2019 wurde er Mitglied der Fraktion Europäische Konservative und Reformer.
Bei der Europawahl 2019 kandidierte er erfolgreich im Wahlkreis Warschau auf der Liste der PiS, konnte aber sein Brüsseler Mandat bei der Europawahl 2024 nicht verteidigen.
Als einer von wenigen  konservativen Politikern Polens gehört er der vorwiegend von Postkommunisten der ehemaligen Parteien PZPR und Sojusz Lewicy Demokratycznej beherrschten Vereinigung „Ordynacka“ an, einem politischen Netzwerk mit Vereinsstatus.

## Ehrungen
- 2003 Komturkreuz des Ordens Polonia Restituta[13]
- 2003 Ritter der Ehrenlegion[14]
- 2006 Ukrainischer Verdienstorden[15]